# الإمبراطورة نارا
الإمبراطورة نارا (11 مارس 1718 - 19 أغسطس 1766) هي كانت زوجة الإمبراطور تشيان لونغ.أصبحت إمبراطورة من 1750 حتى وفاتها في 1766.